# 천리안 5호
천리안 5호는 2031년 발사될 예정인 대한민국의 기상 위성으로, 성공적으로 발사 시 국내 3번째 정지궤도 기상위성이 될 예정이다.

## 역사
천리안 5호 개발 사업은 2018년 12월 발사되어 2019년 7월부터 정식 운영 중이었던 천리안 2A호의 설계 수명이 끝나감에 따라 추진되었다. 발사 예정일은 2031년으로, 2A호가 설계보다 2년 더 활약해야 할 상황이다.
2024년 5월, 천리안 5호 개발 사업이 예비타당성조사를 통과하였다. 2025년부터 2031년까지총 6,008억 원을 투입하여 개발될 예정이다. 기업이 연구 기관과 함께 5호 본체와 관련 시스템 개발 전 과정을 주관하는 방향으로 계획이 수립되었으며, 한국항공우주연구원(KARI)이 사업에 참여하여 그간 국내에서 이루어졌던 정지궤도 위성 개발 사업으로 확보된 기술을 민간에 이전함으로써 위성 본체와 시스템 국산화율을 높이기로도 하였다.

## 설계
기상 탑재체는 관측채널이 18개로 2A호보다 두 개 많고 일부 채널의 공간 해상도가 4배 더 높아, 동네 단위 초단기 기상예보와 국소적 산불·집중호우 탐지가 가능할 전망이다. 또한, 극항로 방사선 예·경보에 최적화된 고에너지 양성자·전자 측정기, 위성대전감시기, 자력계 등이 포함된 우주기상탑재체가 실릴 예정이다.